# Székelyszállás
Székelyszállás (románul Sălașuri, németül Szeklerzollersch) falu Romániában, Maros megyében.

## Fekvése
Marosvásárhelytől 35 km-re délkeletre, Bordostól délnyugatra 2,5 km-re fekszik a Felső-Csere-dombhát keleti előterében. Székelyvéckéhez tartozik, melytől 3 km-re északnyugatra van.

## Története
Határában dák és római leletek kerültek elő. 1567-ben Zekelijzallas néven említik.1747-ben követelik, hogy a véckei pap legalább évente egyszer szentmisét végezzen. Ekkor tehát legalább imaház volt. Mai templomukat 1912-ben építik. 1720-tól itt is volt katolikus iskola, amelyet 1948-ban államosítanak. 1910-ben 277 római katolikus magyar lakosa volt.
A trianoni békeszerződésig Udvarhely vármegye Székelykeresztúri járásához tartozott, a második bécsi döntés ismét Magyarországnak juttatta, ekkor  Maros-Torda vármegye része lett 1944-ig. 1992-ben 169 lakosából 148 magyar, 21 cigány.

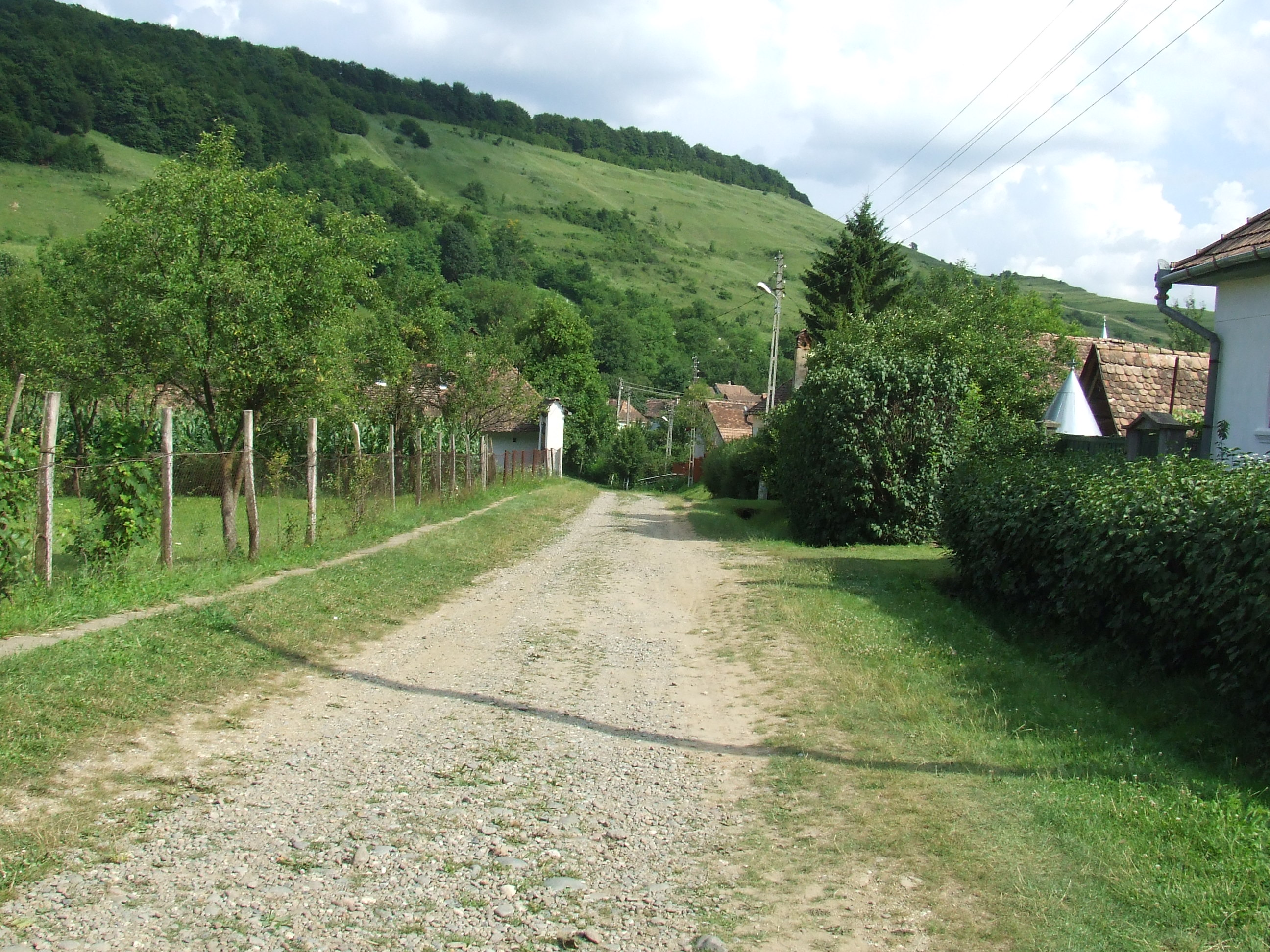
Kicsiszer egy része
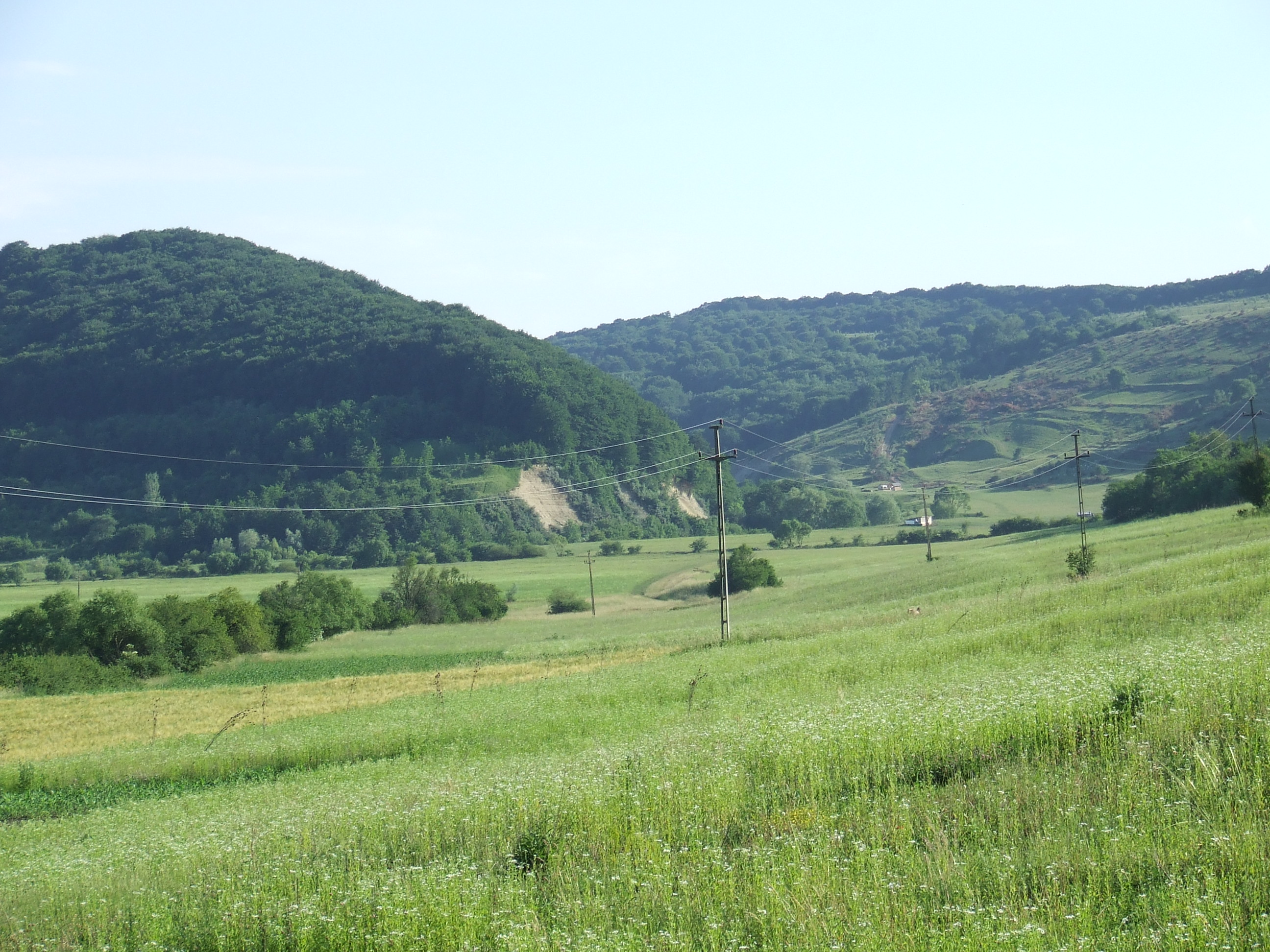
Rétoldal, Sorok árka, Csortos